# Til-Abni

Estats arameus a Mesopotàmia al segle IX aC

Tul Abni fou un estat arameu que s'hauria fundat vers l'any 1000 aC a la zona de l'Eufrates. La situació és incerta però de les inscripcions se sap que Til Abni estava entre Haran i Bit Zamani i el lloc més probable és la ciutat després anomenada Edessa o Urfa, en el territori que fou l'Osroene. La inscripció de Salmanassar III l'esmenta junt amb Surug i Immerinu entre d'altres.
El 877 aC el rei assiri Assurnasirpal II va sortir de Kalah l'11 de juny i va tornar a la zona del Khabur per seguir reprimint als arameus que sembla que mantenien la resistència instigats per Bit Adini. La capital d'aquest estat era llavors era Kap-Rabi (Gran Roca) una fortalesa inexpugnable, amb molts habitants i sempre desafiant; només amb la conquesta d'aquest lloc es podria posar fi a les revoltes. Assurnasirpal va optar finalment per assetjar Kap-Rabi, que va conquerir; 800 defensors foren executats i 2400 fets presoners; la ciutat fou arrasada. El príncep arameu de Bit Adini, Akhuni, es va sotmetre i va pagar tribut. El príncep de Til Abni, a l'altre costat de l'Eufrates, Khabin, va seguir el mateix camí. L'efecte fou ràpid: els estats arameus que no havien pagat el tribut van córrer a fer-ho i la resta del regnat ja no hi va haver més conflictes a la zona. Els arameus no obstant van conservar completa autonomia interna mentre paguessin el tribut que només els donava dret a no ser atacats per Assíria.